# Caustis
Caustis es un género de plantas herbáceas  pertenecientes a la familia de las ciperáceas.  Comprende 12 especies descritas y de estas, solo 5 aceptadas.

## Taxonomía
El género fue descrito por Robert Brown y publicado en Prodromus Florae Novae Hollandiae 239. 1810. La especie tipo es: Caustis flexuosa R.Br.

## Especies aceptadas
A continuación se brinda un listado de las especies del género Caustis aceptadas hasta julio de 2011, ordenadas alfabéticamente. Para cada una se indica el nombre binomial seguido del autor, abreviado según las convenciones y usos.
- Caustis blakei Kük. ex S.T.Blake
- Caustis dioica R.Br.
- Caustis flexuosa R.Br.
- Caustis pentandra R.Br.
- Caustis recurvata Spreng.